# Taras Bulba (film din 2009)
Taras Bulba (în rusă Тарас Бульба) este un film istoric, bazat pe romanul cu același nume al scriitorului rus Nikolai Gogol. El a fost filmat în diferite locații din Ucraina ca Zaporoje, Cetatea Hotin și Camenița, precum și în Polonia. Lansarea oficială a fost amânată de mai multe ori; la început a fost programată în primăvara anului 2008, dar a fost realizată în cele din urmă la 2 aprilie 2009, pentru a coincide cu bicentenarul nașterii lui Gogol. Manuscrisul original al primei ediții din 1835 nu a fost folosit, ci ediția autorului din 1842 (considerată mai prorusă ), extinsă și rescrisă (în textul pe care-l cunosc majoritatea cititorilor), a fost folosită pentru realizarea scenariului. 

## Controverse
Filmul a fost parțial finanțat de Ministerul Culturii din Rusia și a fost criticat în Ucraina ca făcând parte din propaganda politică pentru Putin
. În timp ce personajele poloneze din film vorbesc poloneza, cazacii ucraineni sunt prezentați ca vorbind doar rusa.
Regizorul Vladimir Bortko (Bortko, el-însuși de origine ucraineană) a declarat că filmul a fost realizat pentru a arăta că "nu există o Ucraină separată de Rusia". El a afirmat următoarele: "Rușii și ucraineni sunt același popor, iar Ucraina este partea de sud a Rusiei. Ei nu pot exista fără noi și nici noi fără ei. Acum suntem două state, cum am mai fost și în unele perioade din trecut. Pământul ucrainean a aparținut Marelui Ducat al Lituaniei și Poloniei. Dar poporul care locuia în ambele teritorii a fost întotdeauna un singur popor. Gogol a înțeles bine acest lucru și a vorbit mereu despre el." Acest punct de vedere a fost puternic contestat de naționaliștii ucraineni. În Rusia au existat temeri că filmul va exacerba neînțelegerile istorice cu Ucraina.
Filmul a fost urmărit cu mare atenție și în Polonia, unde presupusul său caracter antipolonez a fost larg discutat și elementela sale propagandistice examinate.  Acesta este determinat de faptul că realizatorii filmului au adăugat textului original al lui Gogol și câteva scene în care se arată brutalitatea polonezilor.